# 10175 Aenona
10175 Aenona (1996 CR1) là một tiểu hành tinh vành đai chính được phát hiện ngày 14 tháng 2 năm 1996 bởi K. Korlevic và D. Matkovic ở Visnjan.